# Natação no Campeonato Europeu de Esportes Aquáticos de 2018 - 200 m peito masculino
A prova dos 200 metros peito masculino da natação no Campeonato Europeu de Esportes Aquáticos de 2018 ocorreu nos dias 5 e 6 de agosto no Tollcross International Swimming Centre, em Glasgow no Reino Unido. 

## Calendário
| Fase          | Data        | Hora  |
| ------------- | ----------- | ----- |
| Eliminatórias | 5 de agosto | 10:32 |
| Semifinal     | 5 de agosto | 17:49 |
| Final         | 6 de agosto | 18:08 |

Todos os horários estão no horário local (UTC+0)

## Recordes
Antes desta competição, os recordes eram os seguintes:
|                       | Nadador        | Tempo   | Local     | Data                  |
| --------------------- | -------------- | ------- | --------- | --------------------- |
| Recorde mundial       | Ippei Watanabe | 2:06.67 | Tóquio    | 29 de janeiro de 2017 |
| Recorde europeu       | Anton Chupkov  | 2:06.96 | Budapeste | 28 de julho de 2017   |
| Recorde do campeonato | Marco Koch     | 2:07.47 | Berlim    | 21 de agosto de 2014  |

Os seguintes novos recordes foram estabelecidos durante esta competição. 
| Data        | Prova | Nadador       | Nacionalidade | Tempo   | Recordes |
| ----------- | ----- | ------------- | ------------- | ------- | -------- |
| 6 de agosto | Final | Anton Chupkov | Rússia        | 2:06.80 | ,        |

## Medalhistas
| Ouro                | Prata             | Bronze             |
| Anton Chupkov (RUS) | James Wilby (GBR) | Luca Pizzini (ITA) |

## Resultados

### Eliminatórias
Esses foram os resultados das eliminatórias. 
| Pos. | Bateria | Raia | Nadador               | Nacionalidade | Tempo   | Notas |
| ---- | ------- | ---- | --------------------- | ------------- | ------- | ----- |
| 1    | 4       | 4    | Anton Chupkov         | Rússia        | 2:07.70 | Q     |
| 2    | 4       | 5    | Kirill Prigoda        | Rússia        | 2:08.91 | Q     |
| 3    | 3       | 5    | Ilya Khomenko         | Rússia        | 2:09.63 |       |
| 4    | 4       | 3    | Luca Pizzini          | Itália        | 2:10.18 | Q     |
| 5    | 3       | 4    | Ross Murdoch          | Reino Unido   | 2:10.30 | Q     |
| 6    | 2       | 4    | James Wilby           | Reino Unido   | 2:10.81 | Q     |
| 7    | 2       | 5    | Arno Kamminga         | Países Baixos | 2:10.82 | Q     |
| 8    | 3       | 2    | Darragh Greene        | Irlanda       | 2:11.22 | Q     |
| 9    | 3       | 3    | Mikhail Dorinov       | Rússia        | 2:11.29 |       |
| 10   | 4       | 2    | Matti Mattsson        | Finlândia     | 2:11.44 | Q     |
| 11   | 2       | 0    | Mykyta Koptyelov      | Ucrânia       | 2:11.50 | Q     |
| 12   | 4       | 1    | Andrius Šidlauskas    | Lituânia      | 2:11.52 | Q     |
| 13   | 3       | 1    | Valentin Bayer        | Áustria       | 2:11.73 | Q     |
| 14   | 2       | 2    | Dávid Horváth         | Hungria       | 2:11.85 | Q     |
| 15   | 2       | 3    | Erik Persson          | Suécia        | 2:12.43 | Q     |
| 16   | 2       | 1    | Jacques Laeuffer      | Suíça         | 2:12.57 | Q     |
| 17   | 2       | 7    | Christopher Rothbauer | Áustria       | 2:12.61 | Q     |
| 18   | 3       | 7    | Bartłomiej Roguski    | Polónia       | 2:12.69 | Q     |
| 19   | 2       | 6    | Max Pilger            | Alemanha      | 2:12.84 |       |
| 20   | 4       | 6    | Giedrius Titenis      | Lituânia      | 2:13.16 |       |
| 21   | 3       | 6    | Yannick Käser         | Suíça         | 2:13.66 |       |
| 22   | 4       | 7    | Ilya Shymanovich      | Bielorrússia  | 2:13.85 |       |
| 23   | 4       | 0    | Martin Allikvee       | Estónia       | 2:13.93 |       |
| 24   | 2       | 9    | Ivan Strilets         | Ucrânia       | 2:13.94 |       |
| 25   | 4       | 8    | Filip Chrápavý        | Chéquia       | 2:13.99 |       |
| 26   | 3       | 9    | Tomáš Klobučník       | Eslováquia    | 2:14.04 |       |
| 27   | 3       | 0    | Lyubomir Epitropov    | Bulgária      | 2:14.20 |       |
| 28   | 2       | 8    | Johannes Dietrich     | Áustria       | 2:14.30 |       |
| 29   | 3       | 8    | Daniils Bobrovs       | Letônia       | 2:14.69 |       |
| 30   | 1       | 4    | Tomas Veloso          | Portugal      | 2:15.95 |       |
| 31   | 1       | 3    | Lachezar Shumkov      | Bulgária      | 2:17.22 |       |
| 32   | 1       | 2    | Jozef Beňo            | Eslováquia    | 2:18.33 |       |
| 33   | 1       | 5    | Berkay Öğretir        | Turquia       | DNS     | DNS   |
| 33   | 4       | 9    | Teemu Vuorela         | Finlândia     | DNS     | DNS   |

### Semifinal
Esses foram os resultados das semifinais. 
Semifinal 1
| Pos. | Raia | Nadador            | Nacionalidade | Tempo   | Notas |
| ---- | ---- | ------------------ | ------------- | ------- | ----- |
| 1    | 5    | Ross Murdoch       | Reino Unido   | 2:08.57 | Q     |
| 2    | 4    | Kirill Prigoda     | Rússia        | 2:08.63 | Q     |
| 3    | 3    | Arno Kamminga      | Países Baixos | 2:10.00 | Q     |
| 4    | 2    | Andrius Šidlauskas | Lituânia      | 2:10.12 | Q     |
| 5    | 6    | Matti Mattsson     | Finlândia     | 2:10.19 |       |
| 6    | 7    | Dávid Horváth      | Hungria       | 2:10.70 |       |
| 7    | 8    | Bartłomiej Roguski | Polónia       | 2:11.32 |       |
| 8    | 1    | Jacques Laeuffer   | Suíça         | 2:12.44 |       |

Semifinal 2
| Pos. | Raia | Nadador               | Nacionalidade | Tempo   | Notas |
| ---- | ---- | --------------------- | ------------- | ------- | ----- |
| 1    | 4    | Anton Chupkov         | Rússia        | 2:07.95 | Q     |
| 2    | 5    | Luca Pizzini          | Itália        | 2:08.52 | Q     |
| 3    | 3    | James Wilby           | Reino Unido   | 2:09.59 | Q     |
| 4    | 1    | Erik Persson          | Suécia        | 2:09.84 | Q     |
| 5    | 2    | Mykyta Koptyelov      | Ucrânia       | 2:10.41 |       |
| 6    | 6    | Darragh Greene        | Irlanda       | 2:11.36 |       |
| 7    | 7    | Valentin Bayer        | Áustria       | 2:12.33 |       |
| 8    | 8    | Christopher Rothbauer | Áustria       | 2:12.44 |       |

### Final
Esse foi o resultado da final. 
| Pos.              | Raia | Nadador            | Nacionalidade | Tempo   | Notas |
| ----------------- | ---- | ------------------ | ------------- | ------- | ----- |
| Medalha de ouro   | 4    | Anton Chupkov      | Rússia        | 2:06.80 | ,     |
| Medalha de prata  | 2    | James Wilby        | Reino Unido   | 2:08.39 |       |
| Medalha de bronze | 5    | Luca Pizzini       | Itália        | 2:08.54 |       |
| 4                 | 3    | Ross Murdoch       | Reino Unido   | 2:08.55 |       |
| 5                 | 6    | Kirill Prigoda     | Rússia        | 2:08.77 |       |
| 6                 | 8    | Andrius Šidlauskas | Lituânia      | 2:09.71 |       |
| 7                 | 1    | Arno Kamminga      | Países Baixos | 2:09.87 |       |
| 8                 | 7    | Erik Persson       | Suécia        | 2:10.25 |       |

Legenda
| Recorde mundial       | Recorde mundial (World record)               |                       | Recorde africano                      | Recorde africano (African) |                                           | Q | Classificado por posição (Qualified) |
| Recorde do campeonato | Recorde do campeonato (Championship record)  | Recorde da América    | Recorde da América (Americas)         | q                          | Classificado por melhor tempo (Qualified) |   |                                      |
| Melhor marca do ano   | Melhor marca do ano (World leading)          | Recorde asiático      | Recorde asiático (Asian)              | DNS                        | Não largou (Did not start)                |   |                                      |
| Recorde nacional      | Recorde nacional (National record)           | Recorde europeu       | Recorde europeu (European)            | DNF                        | Não terminou (Did not finish)             |   |                                      |
| Recorde pessoal       | Recorde pessoal do atleta (Personal best)    | Recorde da Oceania    | Recorde da Oceania (Oceania)          | DSQ / DQ                   | Desclassificado (Disqualified)            |   |                                      |
| Recorde da temporada  | Recorde da temporada do atleta (Season best) | Recorde sul-americano | Recorde sul-americano (South America) | NM                         | Sem marca (No mark)                       |   |                                      |